# Santa Bárbara de Nexe
Santa Bárbara de Nexe ist eine Ortschaft und eine Gemeinde an der Algarve im Süden Portugals.

## Geschichte
Die Spuren menschlicher Anwesenheit führen zurück bis in die Altsteinzeit. Im Laufe der Epochen unterhielten Phönizier hier Handelsniederlassungen, später siedelten Römer und ab dem 8. Jahrhundert Araber hier.
Erstmals dokumentiert wurde der heutige Ort als Neixe in einer Urkunde aus dem Jahr 1291. Im 16. Jahrhundert wurde Santa Bárbara de Nexe zur eigenständigen Gemeinde.

## Verwaltung
Santa Bárbara de Nexe ist Sitz einer gleichnamigen Gemeinde (Freguesia) im Kreis (Concelho) von Faro im Distrikt Faro. Auf einer Fläche von 38 km² leben hier 4379 Einwohner (Stand 19. April 2021).
Folgende Orte liegen im Gemeindegebiet:
| - Agostos - Alagoas - Aldeia - Benatrite - Bordeira - Canal - Charneca - Colmeal - Falfosa - Goldra de Baixo - Goldra de Cima | - Gorjões - Ladeira - Laranjeira - Medronhal - Palhagueira - Pé do Cerro - Poço Mouro - Quinta das Raposeiras - Santa Bárbara de Nexe - Telheiro - Valados |